# Cretodus
Genre
Cretodus est un genre éteint de grands requins lamniformes ayant vécu durant le Crétacé supérieur, de la famille également éteinte des Pseudoscapanorhynchidae (en).

## Liste d'espèces
- † Cretodus crassidens Dixon, 1850
- † Cretodus semiplicatus Agassiz, 1843
- † Cretodus longiplicatus Werner, 1989
- † Cretodus gigantea Case, 2001
- † Cretodus houghtonorum Shimada & Everhart, 2019